# Clasificarea Nova
Clasificarea Nova (în portugheză: nova classificação, „noua clasificare”) este un cadru pentru gruparea alimentelor, bazat pe amploarea și scopul procesării acestora.
Clasificarea Nova împarte alimentele în patru grupe:
1. Alimente neprocesate sau minim procesate
2. Ingrediente culinare procesate
3. Alimente procesate
4. Alimente ultraprocesate

Acest sistem a fost utilizat la nivel mondial în cercetările de nutriție și sănătate publică, în politici și în orientări, ca un instrument pentru înțelegerea implicațiilor asupra sănătății ale diferitelor produse alimentare.

## Istorie
Numele clasificării provine din titlul articolului științific original în care a fost publicată, „O nouă clasificare a alimentelor” (în portugheză: Uma nova classificação de alimentos). Numele este adesea scris cu litere mari, NOVA, dar nu este un acronim.
Clasificarea Nova a fost dezvoltată din cercetările lui Carlos Augusto Monteiro, un renumit cercetător brazilian în domeniul nutriției. Născut în 1948 într-o familie care naviga între sărăcie și o relativă avere în Brazilia, Monteiro a fost primul membru al familiei sale care a urmat o educație universitară, ceea ce a influențat profund parcursul său profesional. În anii 1970, Monteiro și-a concentrat cercetările asupra malnutriției, un subiect de mare importanță în știința nutriției la acea vreme. Cu toate acestea, pe măsură ce a avansat în carieră, a început să observe o schimbare semnificativă în peisajul dietetic al Braziliei în mijlocul anilor 1990. Această schimbare a fost marcată de o creștere alarmantă a ratelor de obezitate în rândul populațiilor dezavantajate economic, în timp ce zonele mai privilegiate înregistrau scăderi ale acestor rate. Această transformare a determinat o revizuire a modului în care se abordau studiile de nutriție, iar Monteiro a început să exploreze modelele dietetice într-un mod holistic. În loc să se concentreze doar pe nutrienți individuali, el a aplicat metode statistice pentru a identifica două modele distincte de alimentație în Brazilia. Primul model era ancorat în tradiții alimentare vechi, bazat pe consumul de alimente precum orezul și fasolea, iar cel de-al doilea era caracterizat printr-un consum crescut de produse foarte procesate.

## Grupuri de alimente
Clasificarea Nova împarte alimentele în patru grupe de alimente, în funcție de natura, amploarea și scopul proceării industriale a alimentelor aplicate. Această clasificare este folosită de către baza de produse Open Food Facts.
Clasificarea oferă un caracter intuitiv pe baza percepțiilor stabilite ale consumatorului.

### Alimente procesate sau minim procesate

Alimentele neprocesate sunt părțile comestibile ale plantelor, animalelor, algelor și ciupercilor, împreună cu apă. Exemple includ fructe și legume proaspete sau congelate, cereale, leguminoase, carne proaspătă, ouă, lapte, iaurt simplu și condimente măcinate.
Acest grup include, de asemenea, alimente minim procesate, care sunt alimente neprocesate modificate prin metode industriale, cum ar fi îndepărtarea părților nedorite, zdrobirea, uscarea, fracționarea, măcinarea, pasteurizarea, fermentația non-alcoolică, congelarea și alte tehnici de conservare care mențin integritatea alimentului și nu introduc sare, zahăr, uleiuri, grăsimi sau alte ingrediente culinare. Aditivii sunt absenți în acest grup.

### Ingrediente culinare procesate

Exemple includ uleiuri produse prin zdrobirea semințelor, nucilor sau fructelor (cum ar fi uleiul de măsline), sare, zahăr, oțet, amidonuri, miere, siropuri extrase din copaci, unt și alte substanțe utilizate pentru condimentare și gătire.
Ingredientele culinare procesate sunt derivate din alimentele din grupul 1 sau din natură prin procese precum presare, rafinare, măcinare, morare și uscare. Include, de asemenea, substanțe extrase sau extrase din natură. Aceste ingrediente sunt utilizate în principal pentru condimentarea și gătirea alimentelor din grupul 1 și pentru prepararea preparatelor de la zero. De obicei, sunt lipsite de aditivi, dar unele produse din acest grup pot include vitamine sau minerale adăugate, cum ar fi sarea iodată.

### Alimente procesate

Exemple includ brânză, legume conservate, nuci sărate, fructe în sirop și pește uscat sau conservat. Pâinile, produsele de patiserie, prăjiturile, biscuitii, gustările și unele produse din carne se încadrează în acest grup atunci când sunt realizate predominant din alimente din grupul 1 cu adăugarea de ingrediente din grupul 2.
Alimentele procesate sunt produse alimentare relativ simple, produse prin adăugarea de ingrediente culinare procesate (substanțe din grupul 2) precum sare sau zahăr la alimente neprocesate (grupul 1).
Alimentele procesate sunt preparate sau conservate prin coacere, fierbere, conservare, îmbuteliere și fermentație non-alcoolică. Folosesc adesea aditivi pentru a îmbunătăți durata de valabilitate, a proteja proprietățile alimentelor neprocesate, a preveni răspândirea microorganismelor sau a le face mai plăcute.

### Alimente ultra-procesate

Acest grup cuprinde produse alimentare industriale care conțin mai multe ingrediente, inclusiv zaharuri, uleiuri și aditivi, dar care nu includ sau conțin o proporție foarte mică de alimente din grupul 1. Exemplele includ snack-uri, băuturi îndulcite și mese gata preparate.
„Produse alimentare fabricate industrial, compuse din mai multe ingrediente (formule), inclusiv zahăr, uleiuri, grăsimi și sare (în general în combinație și în cantități mai mari decât în alimentele procesate) și substanțe alimentare de utilizare culinară rară sau nulă (cum ar fi siropul de porumb bogat în fructoză, uleiuri hidrogenate, amidonuri modificate și izolați de proteine).
Procesele care permit fabricarea alimentelor ultra-procesate includ tehnici industriale precum extrudarea, formarea și prăjirea preliminară; aplicarea aditivilor, inclusiv a celor a căror funcție este de a face produsul final plăcut sau hiperpalatabil, cum ar fi aromele, coloranții, îndulcitorii non-zahar și emulsificatorii; și ambalajul sofisticat, de obicei cu materiale sintetice.
Procesele și ingredientele de aici sunt concepute pentru a crea alternative foarte profitabile (ingrediente cu costuri reduse, durată lungă de valabilitate, branding empatic), convenabile (gata de consum sau de băut), gustoase la toate celelalte grupuri alimentare Nova și la preparatele și mesele proaspăt gătite.
Alimentele ultra-procesate sunt distinctibile din punct de vedere operațional de alimentele procesate prin prezența substanțelor alimentare de utilizare culinară rară (varietăți de zaharuri precum fructoza, siropul de porumb bogat în fructoză, „concentratele de suc de fructe”, zahărul invertit, maltodextrina, dextroza și lactoza; amidonuri modificate; uleiuri modificate, cum ar fi uleiurile hidrogenate sau intereserificate; și surse de proteine, cum ar fi proteinele hidrolizate, izolatul de proteină din soia, glutenul, cazeina, proteina din zer și „carnea mecanic separată”) sau a aditivilor cu funcții cosmetice (arome, îmbunătățitori de aromă, coloranți, emulsificatori, săruri emulsificante, îndulcitori, agenți de îngroșare și agenți anti-spumare, umplere, carbonare, spumare, gelificare și glazurare) în lista ingredientelor lor.”
Definiția Nova a alimentelor ultra-procesate nu comentează asupra conținutului nutrițional al alimentelor și nu este destinată utilizării în profilarea nutrienților.

## Impact asupra sănătații
Clasificarea Nova este utilizată din ce în ce mai mult pentru a evalua relația dintre gradul de procesare a alimentelor și rezultatele asupra sănătății. Studiile epidemiologice au asociat consumul de alimente ultraprocesate cu obezitatea, bolile cardiovasculare, hipertensiunea, sindromul metabolic, depresia și diverse tipuri de cancer.
Cercetătorii concluzionează că producția de alimente ultraprocesate este motivată în principal de considerente economice din industria alimentară. Procesele și ingredientele utilizate pentru aceste alimente sunt concepute special pentru a maximiza profitabilitatea prin încorporarea de ingrediente ieftine, asigurarea unei durate lungi de valabilitate și accentuarea brandului. În plus, alimentele ultraprocesate sunt proiectate să fie convenabile și hiperpalatabile, făcându-le un potențial substitut pentru alte grupuri alimentare din clasificarea Nova, în special pentru alimentele neprocesate sau minim procesate.

## Ghid alimentar bazat pe clasificarea Nova
În 2014, Ministerul Sănătății din Brazilia a publicat un ghid alimentar bazat parțial pe Nova, creditându-l pe Carlos Monteiro ca și coordonator. Se recomandă o „regulă de aur”: „Alegeți întotdeauna alimente naturale sau minim procesate și mâncăruri preparate proaspăt, în locul alimentelor ultraprocesate.”
Ghidul stabilește și recomandări corespunzătoare grupelor din Nova:
1. Faceți din alimentele naturale sau minim procesate, într-o mare varietate, în principal de origine vegetală și produse de preferință prin metode agro-ecologice, baza dietei dumneavoastră.
2. Folosiți uleiuri, grăsimi, sare și zahăr în cantități mici pentru condimentarea și prepararea alimentelor.
3. Limitați utilizarea alimentelor procesate, consumându-le în cantități mici ca ingrediente în preparatele culinare sau ca parte a meselor bazate pe alimente naturale sau minim procesate.
4. Evitați produsele ultraprocesate.

Organizația pentru Alimentație și Agricultură a Națiunilor Unite a recunoscut aceste ghiduri drept primele ghiduri alimentare naționale care subliniază „aspectele sociale și economice ale sustenabilității, sfătuind oamenii să fie atenți la publicitate, de exemplu, și să evite alimentele ultraprocesate care nu sunt doar dăunătoare pentru sănătate, ci sunt percepute ca subminând culturile alimentare tradiționale. Acestea contrastează cu definiția larg ambientală a sustenabilității adoptată în alte ghiduri.”